# Culiseta
Culiseta Felt, 1904 è un genere di insetti appartenente alla famiglia Culicidae, sottofamiglia Culicinae. È l'unico genere della tribù Culisetini.
Presenti anche in Italia, queste zanzare sono considerate soltanto moleste

## Tassonomia
Il genere comprende le seguenti specie:
- Culiseta alaskaensis
- Culiseta annulata
- Culiseta bergrothi
- Culiseta dyari
- Culiseta impatiens
- Culiseta incidens
- Culiseta inornata
- Culiseta inomata
- Culiseta longiareolata
- Culiseta melanura
- Culiseta minnesotae
- Culiseta morsitans
- Culiseta particeps
- Culiseta ochroptera
- Culiseta subochrea

## Caratteristiche
La maggior parte delle specie che appartengono al genere Culiseta sono adattate al freddo; nei territori con il clima più caldi, pertanto, si ritrovano solo durante i periodi più freddi dell'anno o alle altitudini più elevate, laddove cioè le temperature sono più basse. Le larve della maggior parte delle specie si trovano in acque sotterranee come torbiere, paludi, stagni, ruscelli e fossi.
Poco si sa circa le abitudini ematofagiche delle femmine. La maggior parte delle specie succhia sangue di uccelli e mammiferi, poche specie anche di rettili. Diverse specie attaccano gli animali domestici e occasionalmente anche gli esseri umani. Culiseta melanura trasmette agli uccelli, che ne sono il serbatoio, il virus dell'encefalite equina dell'Est.